# 結縁
| ウィキペディアには「結縁」という見出しの百科事典記事はありません（タイトルに「結縁」を含むページの一覧/「結縁」で始まるページの一覧）。 代わりにウィクショナリーのページ「結縁」が役に立つかもしれません。 |